# لا تكنولوجيا للفصل العنصري
لا تكنولوجيا للفصل العنصري هي حملة دولية تعمل على إنهاء مشروع نيمبوس ، وهو عقد بين جوجل وأمازون وإسرائيل. بدءًا برسالة مجهولة المصدر، كتبها عمال جوجل وأمازون لإدانة الصفقة، تحولت المجموعة في نهاية المطاف إلى حملة مخصصة مع التركيز على الضغط على شركتي التكنولوجيا العملاقتين لإلغاء المشروع. يزعم العمال أن الافتقار النسبي للرقابة على المشروع يعني أنه من المرجح أن يتم استخدامه لأغراض عنيفة. بموجب شروط الاتفاقية، يبدو أن الشركات المعنية غير مسموح لها برفض تقديم الخدمات لأي كيانات حكومية، وهذا يعني أنه في حين أن بعض الاستخدامات قد تتعارض مع شروط الخدمة الخاصة بها، فإن جوجل وأمازون ليست بالضرورة قادرة على منع استخدام الخدمات المقدمة كجزء من نيمبوس في أعمال العنف.

## التأسيس
في أبريل 2021، أعلنت وزارة المالية الإسرائيلية أن جوجل وأمازون قد فازتا بمناقصة "إنشاء وتشغيل مشروع نيمبوس الإسرائيلي"، والذي وُصف بأنه "عطاء حكومي ضخم سيشهد قيام إسرائيل ببناء مراكز خوادم تخزين سحابية محلية خاصة بها باستثمار يبلغ حوالي 4 مليارات شيكل". في عام 2022، "حصلت ذا إنترسبت على مجموعة من الوثائق ومقاطع الفيديو التي تُظهر الأنواع الدقيقة للمنتجات التي ستوفرها جوجل للحكومة الإسرائيلية، بما في ذلك "المجموعة الكاملة من أدوات التعلم الآلي والذكاء الاصطناعي المتاحة من خلال منصة جوجل، دون تقديم تفاصيل محددة حول كيفية استخدامها. أدى هذا الغموض إلى دفع الموظفين في كلتا الشركتين إلى البدء في التحريض ضد الصفقة داخليًا، وعندما لم تؤدِ هذه الجهود إلى نتائج أو حتى استجابة،  أنشأ العمال حملة خارجية للضغط على أصحاب عملهم، على غرار حملة "لا تكنولوجيا لـ ICE" التي أطلقتها شركة Mijente.

## المظاهرات
شاركت الحملة الدولية في العديد من المظاهرات منذ تأسيسها، غالبًا خارج المؤتمرات  وخارج المقرات الرئيسية للشركات، عبر العديد من الولايات والبلدان الأمريكية. في يونيو 2024، أعلنت الحملة عن تعهد حيث "وقع أكثر من 1100 طالب من طلاب العلوم والتكنولوجيا والهندسة والرياضيات والعاملين الشباب من أكثر من 120 جامعة على تعهد بعدم قبول وظائف أو تدريب في جوجل أو أمازون حتى تنهي الشركات مشاركتها في مشروع نيمبوس".

## رد جوجل وأمازون
قد صرحت شركة جوجل مرارًا وتكرارًا أن عملها في عقد مشروع نيمبوس "لا يهدف إلى العمل العسكري" وأنه "ليس له صلة بالأسلحة أو أجهزة الاستخبارات"، ولم تناقش أمازون المشروع علنًا. في فبراير 2024، نُقل عن رئيس المديرية الوطنية للأمن السيبراني في إسرائيل قوله: "تحدث أمورٌ هائلة في المعركة بفضل سحابة نيمبوس العامة، وهي أمورٌ مؤثرةٌ في تحقيق النصر. ولن أشارك التفاصيل."
في مارس 2024، تم طرد مهندس برمجيات Google Cloud بعد انتشار مقطع فيديو له وهو يصرخ "أرفض بناء تقنية تعمل على تمكين الإبادة الجماعية"، في إشارة إلى مشروع نيمبوس، في حدث للشركة. وفي 16 أبريل/نيسان، شارك العشرات من الموظفين في اعتصامات في مقري جوجل في نيويورك وسانيفيل احتجاجا على قيام جوجل بتزويد الحكومة الإسرائيلية ببرمجيات الحوسبة السحابية. احتل الموظفون مكتب الرئيس التنفيذي لشركة Google Cloud توماس كوريان، أثناء قيامهم ببث الاحتجاج السلمي على الهواء مباشرة. تم توجيه اتهامات إلى تسعة موظفين بالتعدي على ممتلكات الغير وتم فصل 28 منهم، ووصل عدد حالات الفصل إلى أكثر من 50 فردًا في الأيام التي أعقبت الاحتجاجات. انتقدت منظمة لا تكنولوجيا للفصل العنصري شركة جوجل ووصفت هذا بأنه "انتقام صارخ" ضد العمال بما في ذلك أولئك الذين لم يشاركوا بشكل مباشر في الاعتصام. أنكرت شركة جوجل فصل أي موظف لم يكن مشاركًا بشكل مباشر وأكدت أن المشروع يتضمن أحمال عمل غير عسكرية متوافقة مع شروط خدمة جوجل:
لقد كنا واضحين للغاية بشأن أن عقد نيمبوس مخصص لأحمال العمل التي يتم تشغيلها على سحابتنا التجارية من قبل الوزارات الحكومية الإسرائيلية، والتي توافق على الامتثال لشروط الخدمة وسياسة الاستخدام المقبول لدينا. لا يستهدف هذا العمل المهام شديدة الحساسية أو المصنفة أو العسكرية ذات الصلة بالأسلحة أو أجهزة الاستخبارات.